# Poecilopeplus haemopterus
Poecilopeplus haemopterus är en skalbaggsart som först beskrevs av Lucas 1859.  Poecilopeplus haemopterus ingår i släktet Poecilopeplus och familjen långhorningar. Inga underarter finns listade i Catalogue of Life.